# クマリフト
クマリフト株式会社 (Kumalift.Co.,Ltd.) は、大阪府大阪市西区に本社を置く、エレベーターを主とする輸送機器の開発、製造、販売、据付、保守までを一貫して自社で行う企業である。

## 会社概要
小荷物専用昇降機、中・大型の荷物用/人荷用エレベーターの開発、製造、販売、設置工事、保守（メンテナンス）、リニューアルをすべて自社で行う専業メーカー。小さな荷物の昇降に用いられる小荷物専用昇降機・ダムウェーターで圧倒的シェアを持ち、国内シェアは首位。近年は荷物用エレベーターに注力している。
2015年（平成27年）には大手警備会社のセコムに全株式を譲渡し、子会社となった。
社名は創業者の熊谷源太郎の名にちなむもの。
現在、関西を本拠とするFM局、FM COCOLO、FM802と、関東を拠点とするFM局、J-WAVEにてラジオCMが放送されている。以前はMBSラジオで放送中の「ありがとう浜村淳です」やTBSラジオで放送中の「森本毅郎 スタンバイ!」でもラジオCMが放送されていた。

## 取扱い機種
- 小荷物専用昇降機（ダムウェーター）
- 荷物用・人荷用エレベーター（マルチベアー）
- 鉛直型段差解消機（バーチベーター）

かつては乗用エレベーター、ホームエレベーター、小型エレベーター、斜行型段差解消機、いす式階段昇降機も取り扱っていた。